# Anarta mediosanguinea
Anarta mediosanguinea là một loài bướm đêm trong họ Noctuidae.